# Douglas Souza
Pour les articles homonymes, voir Souza.
Douglas Souza est un joueur brésilien de volley-ball né le 20 août 1995 à Santa Bárbara d'Oeste. Il a remporté avec l'équipe du Brésil le tournoi masculin aux Jeux olympiques d'été de 2016 à Rio de Janeiro.

## Vie privée
Douglas Souza est ouvertement gay.